# Cascada Ivánovski
La cascada Ivánovski (del ruso: Ивановский водопад) es un salto de agua en el río Psajó, afluente del Kudepsta, en el distrito de Ádler de la unidad municipal de la ciudad-balneario de Sochi del krai de Krasnodar del sur de Rusia.
El agua del río salva un desnivel de 10 m de altura. En la zona inferior se forma un lago cuya temperatura en los días más cálidos no excede de los 15º. Forma parte del Parque nacional de Sochi.